# Aloe veseyi
Aloe veseyi är en grästrädsväxtart som beskrevs av Gilbert Westacott Reynolds. Aloe veseyi ingår i släktet Aloe och familjen grästrädsväxter. Inga underarter finns listade i Catalogue of Life.